# Burg Thorun

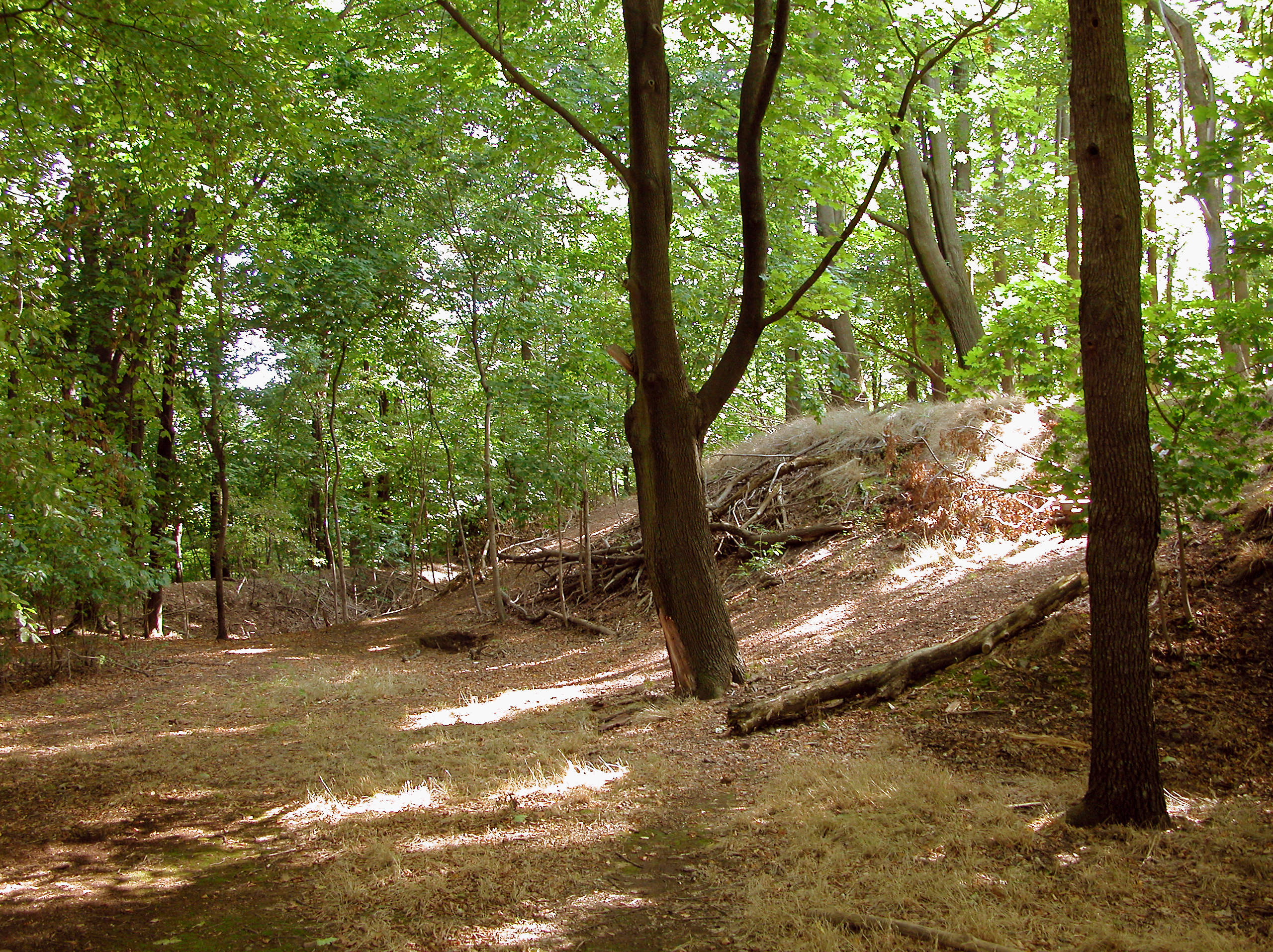
Reste der Burg Thorun auf dem Burgwartsberg Freital-Pesterwitz

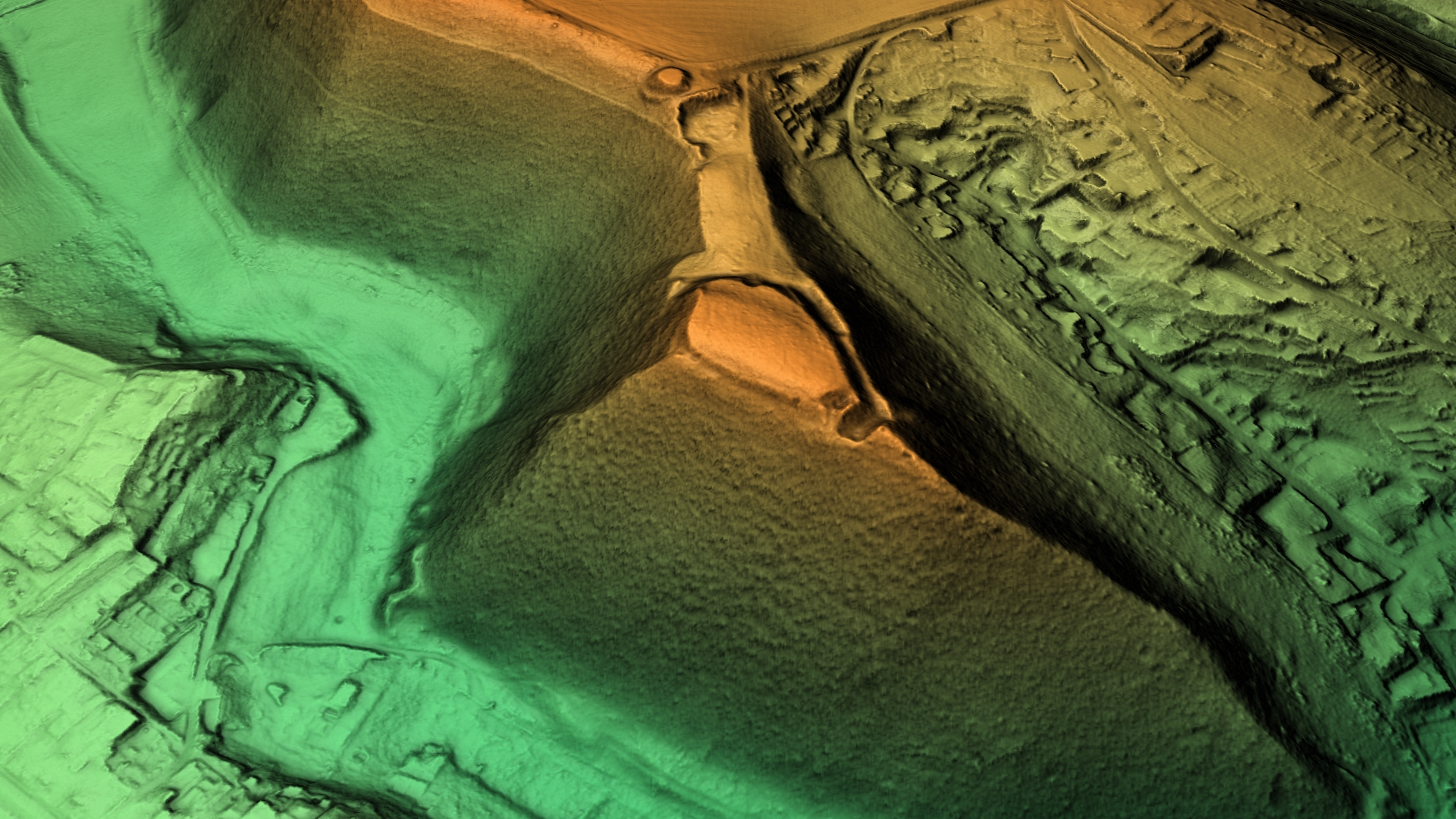
3D-Ansicht des digitalen Geländemodells

Die Burg Thorun ist eine abgegangene Höhenburg der Burggrafen von Dohna, die lediglich einmal in einer Urkunde von 1206 erscheint, in der bereits ihre Schleifung angeordnet wird. Sie wird auf dem Burgwartsberg in der Flur Pesterwitz, einem Stadtteil von Freital im Landkreis Sächsische Schweiz-Osterzgebirge in Sachsen, lokalisiert.

## Erwähnung
Die Burg Thorun war 1206 Gegenstand einer Gerichtsverhandlung zwischen dem Bischof von Meißen und den Burggrafen von Dohna. Nach dem Willen des Bischofs sollte die Burg geschleift werden. Dietrich der Bedrängte schlichtete als Markgraf von Meißen unter den Streitparteien und ordnete die Zerstörung der Burg an. Die Urkunde, in der dieser Rechtsakt überliefert ist, gilt heute als erstmalige schriftliche Erwähnung Dresdens und einiger Stadtteile der heutigen Stadt Freital. Im selben Jahr begann Dietrich der Bedrängte in der Nachbarschaft mit der Errichtung seiner eigenen Burg Tharandt.

## Lage
Die Burg Thorun wird auf dem Burgwartsberg (um 1600 „Burgkbergk“) im Freitaler Stadtteil Pesterwitz vermutet, der ca. 10 km südwestlich der Dresdner Innenstadt liegt. In der historischen Forschung wurde seit dem 19. Jahrhundert weitgehend einhellig davon ausgegangen, dass an dieser Stelle das Zentrum des bereits im späten 10./11. Jahrhundert eingerichteten und erstmals 1068 urkundlich erwähnten Burgwards Bvistrici (Weißeritz) lag. Die Burg Thorun wäre demnach durch den Um- bzw. Ausbau einer älteren Anlage entstanden. Nach Manfred Kobuch ist diese Annahme jedoch falsch und die Burg „auf wilder Wurzel“ entstanden. Der Burgwardmittelpunkt wird nun unter anderem auf dem Burgwall am Hohen Stein in der Gemarkung  Dresden-Plauen vermutet.

## Strategische Bedeutung
Laut Vincenz Kaiser gilt die Burg als eine wesentliche Wehranlage des Herrschaftsbereiches der Burggrafen von Dohna. Sie scheint um oder bald nach 1190 angelegt worden zu sein. Reinhard Spehr geht dagegen davon aus, dass sich der Burggraf von Dohna am ersten Kreuzzug unter Kaiser Heinrich VI. beteiligte und die Burg erst nach seiner Rückkehr um 1200/01 errichtete, wobei er sie nach der wichtigen Kreuzfahrerburg Toron benannte.
Wie etwa in Kaitz, Döhlen oder Höckendorf wurden im Gebiet der Roten Weißeritz verschiedene Wehranlagen angelegt. Diese sicherten die Kolonisation mit den Siedlungsschwerpunkten an der Burg Thorun (Pesterwitz), um Rabenau, um Dippoldiswalde sowie um Ruppendorf.
Mit Rabenau und Kaitz ist der Name des burggräflich-dohnaischen Dienstadligen Burkhard verbunden, der 1206 als Burkhard von Kaitz und 1235 als Burchhardus de Rabinowe (Rabenau) erwähnt wird. Im Gefolge des bekannten Rechtsstreites zwischen Bischof von Meißen und Burggrafen (1201–06 nachweisbar) mussten die Burggrafen auf markgräflich-meißnischen Druck Thorun aufgeben. Ihren Hauptzweck, nämlich einen groß angelegten Kolonisationszug zu eröffnen und abzusichern, hatte die Wehranlage da aber schon erreicht.
Nach der Dohnaischen Fehde um 1400 gelangte die gesamte Burggrafschaft in markgräflich-meißnischen Besitz, sodass alle Wehranlagen ihre strategischen Bedeutungen verloren und allmählich verfielen.